# NGC 5229
NGC 5229 هي حافة على المجرة الحلزونية الموجودة في كوكبة السلوقيان. وهو عضو في مجموعة M51 على الرغم من أنها في الواقع معزوله نسبيا عن المجرات الأخرى. قرص المجرة مشوه إلى حد ما ويبدو أنه يتألف من سلسلة من مجموعات مترابطة من النجوم من وجهة نظرنا من الأرض. ويبلغ قطرها حوالي 7 كيلو فرسخ فلكي (23,000 سنة ضوئية) ويبلغ حوالي 13.7 بليون سنة.

## وصلات خارجية
- NGC 5229 على موقع ويكي سكاي: DSS2, SDSS, GALEX, IRAS, Hydrogen α, X-Ray, Astrophoto, Sky Map, Articles and images